# Momo, Piemonte
Momo är en ort och kommun i provinsen Novara i regionen Piemonte i Italien. Kommunen hade 2 494 invånare (2018).